# Dusona tumida
Dusona tumida là một loài tò vò trong họ Ichneumonidae.